# Bauernschreck (Raubtier)
Bauernschreck ist die Bezeichnung für (mindestens) ein Raubtier, das 1913/14 im Grenzgebiet zwischen der Steiermark und Kärnten (damals Österreich-Ungarn) in wenigen Monaten Hunderte von Weidetieren und zahlreiche Wildtiere riss. Nachdem die Angriffe ab Dezember 1913 weitestgehend aufgehört hatten, wurde am 5. März 1914 beim Wildbachsattel an der Handalm ein Wolf als „Bauernschreck“ erlegt. Ein Gedenkstein an dieser Stelle erinnert an die damaligen Ereignisse.

## Angriffe und Gegenmaßnahmen

Die Angriffe des „Bauernschrecks“ begannen auf der nördlich der Koralpe gelegenen Stubalpe und erstreckten sich später auch auf die Koralpe

Über erste Angriffe, und zwar auf der Stubalpe, wurde im Juni 1913 berichtet; angegriffen wurden Jung- und Alttiere von Schafen und Rindern sowie Rehe und Fohlen. Bis zum 4. September 1913 wurden 94 Rinder und 380 Schafe gerissen, zudem waren in der betroffenen Region „weite Flächen völlig wildleer“. Manche Tiere wurden am Hals attackiert, andere am Oberschenkel. Die Verletzungen einiger Tiere ließen vermuten, „daß das Raubtier seine Opfer von einem erhöhten Punkte aus anfalle“. Da am Ort des Angriffs auf ein Kalb praktisch kein Blut gefunden wurde, nahm man an, das Raubtier habe das Blut aufgeleckt. Ein dort entdeckter fast kreisrunder Tatzenabdruck hatte einen Durchmesser von 9,5 Zentimetern; anderenorts wurden an Angriffsorten Trittsiegel mit Durchmessern von 12,5 bis 13,5 Zentimetern vermessen. Ein getötetes Reh wies ebenso wie zahlreiche andere angegriffene Tiere Risswunden durch Krallen auf; einem Reh fehlte der Kopf.
Die Schäden, die einem oder mehreren Raubtieren (meist als großer Wolf geschildert) zugeschrieben wurden, waren so groß, dass man vermutete, ein Menagerieunternehmer habe zahlreiche Raubtiere freigelassen, südlich der Handalm wollte man (auf einem steilen Berghang, der Hühnerstütze) sogar einen Löwen und bei Bad Gams einen Tiger gesehen haben. 170 Gendarmen sollen im Gebiet stationiert worden sein, eine große Zahl von Jägern versuchte das Tier zu erlegen. Ein Musikstück namens „Die Jagd auf den Bauernschreck“ wurde aufgeführt und sogar der Kaiser soll sich für die Entwicklung der Jagd interessiert haben. Das tote Tier wurde ausgestopft, in einem Pavillon der Grazer Industriehalle und später auch in Wien ausgestellt, es war im Kärntner Landesmuseum aufbewahrt und befand sich 2018 im Museum Lavanthaus in Wolfsberg.
Krisenstäbe und Sonderkommissionen wurden eingesetzt, sicherheitspolizeiliche Maßnahmen beschlossen und Kopfgelder ausgesetzt. Man sah Parallelen zum Fall der Bestie des Gévaudan, die 1764 bis 1767 in Südfrankreich wegen ihrer Angriffe auf Menschen berüchtigt war. Da man Kinder für gefährdet hielt, wurde der Schulunterricht tageweise ausgesetzt; Kinder, die in abgelegenen Regionen wohnten, wurden vom Unterricht befreit. Mit hohem Aufwand an Personal wurde versucht, den oder die Angreifer zu erlegen; sogar das Militär wurde einbezogen. Am 31. Juli 1913 beteiligten sich 500 Jäger, Bauern und Soldaten an einer Treibjagd.
Im Grazer Tagblatt wurde am 1. August 1913 unter dem Titel „Die Raubtiere im Gebiete der Stubalpe“ ein Aufruf des steirischen Jagdschutzvereins veröffentlicht, „sich an der Unschädlichmachung dieser Raubtiere zu beteiligen, mit Hilfe guter Fährtenhunde eine seltene Trophäe zu erbeuten und die bäuerliche Bevölkerung von diesen Räubern zu befreien“. Es wurden 40 verschiedene Postkarten mit (meist scherzhaften) Motiven des „Bauernschrecks“ herausgegeben, ein Bauernschreck-Likör verkauft und in Wien ein „Gasthaus zum Bauernschreck“ eröffnet.

## Hinweise auf die Raubtierspezies

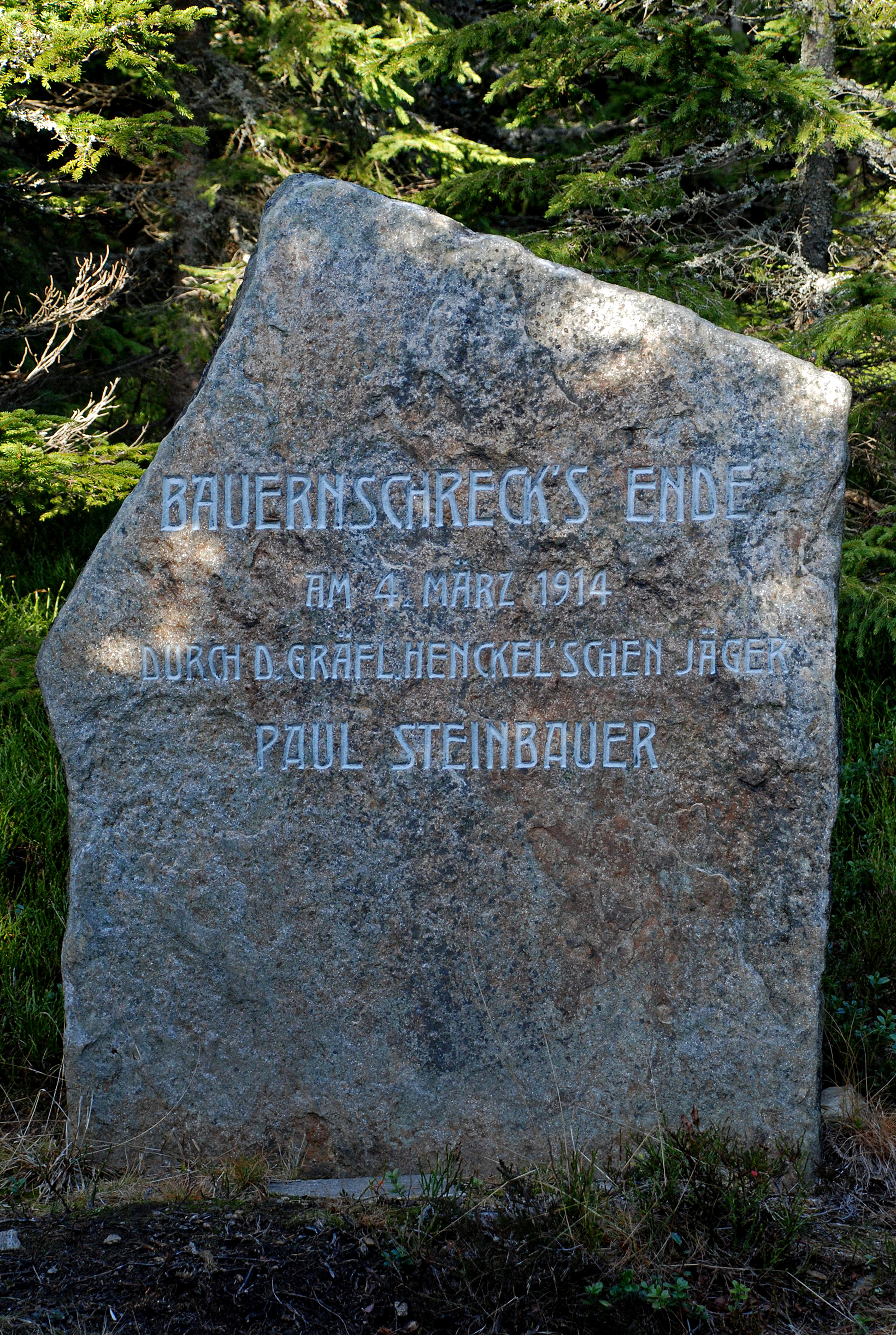
Wolfstein am Wildbachsattel

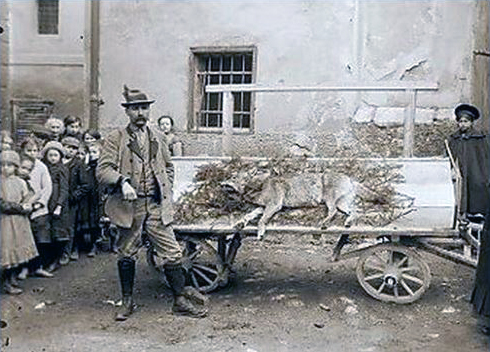
Der als „Bauernschreck“ erlegte Wolf mit dem Schützen

Aufgrund der sehr unterschiedlichen Verletzungen getöteter Tiere nahm man an, die Angreifer gehörten zu verschiedenen Raubtierarten sowohl aus der Familie der Katzen als auch der Hunde. Es bestand der Verdacht, die Angreifer könnten aus der Gefangenschaft entkommene Raubtiere sein. So berichtete ein Besucher des Tiergartens Schönbrunn im Juli 1913 einem Zoowärter, aus einer in Deutschlandsberg (Steiermark) gastierenden Wandermenagerie seien am 4. Mai 1913 mehrere Raubtiere entkommen: eine Löwin mit zwei Jungen, zwei Hyänen und zwei Wölfe. Behördlicherseits wurde daraufhin erklärt, in Deutschlandsberg habe sich seit zwei Jahren keine Menagerie aufgehalten. Recherchen des Grazer Volksblattes ergaben allerdings Hinweise auf die Anwesenheit einer Menagerie in der betreffenden Region: Im November 1912 sei eine Menagerie mit drei ausgewachsenen Löwen, zwei jungen Löwen, einer Hyäne, einem Bären und zwei Wölfen von Bruck an der Mur nach Eggenberg (Graz) gezogen und später per Bahn nach Marburg weitergereist, wo sie aufgelöst worden sei; in Eggenberg sollen aus den äußerst schadhaften Käfigen Tiere entkommen, aber wieder eingefangen worden sein.
Die Reichspost berichtete am 10. September 1913, ein Schütze habe im Gebiet eine Löwin beobachtet und anhand folgender Merkmale identifiziert: „einen in einer Quaste endigenden Schweif, etwa zwei Meter Leibeslänge und gelbliche Farbe des Haarkleides“. Das Znaimer Wochenblatt informierte am 27. September 1913 über weitere Sichtbeobachtungen: „Die Ansicht, daß es sich bei dem gefürchteten Raubtiere doch um einen Löwen handele, dringt immer mehr durch … Laut militärtelephonischer Nachricht aus der Gegend von Breitenegg in Kärnten hat ein katzenartiges Raubtier … ein zweijähriges Rind zerrissen. Durch die Erhebungen der Gendarmerie ist einwandfrei festgestellt, daß Herr Franz Durl, ein … gelegentlicher Weidmann, den etwa 150 Zentimeter im Körper langen Löwen am 17. September um 5 Uhr nachmittags auf eine Entfernung von einigen hundert Schritten auf der Alpe Hühnerstütze-Bärentalkogel hinschleichen gesehen habe. Ebenso hat Herr Karl Holzer aus Deutschlandsberg den Löwen am gleichen Tage in derselben Gegend um 7 Uhr früh auf 200 Meter Entfernung gesehen. Ein dritter Herr, ein verläßlicher Weidmann aus der Gegend, hat den Löwen gleichfalls, aber an anderer Stelle derselben Alpe gesehen. … Das Forstpersonal der Gegend spricht das Raubtier als eine Großkatze an.“ Andererseits seien im Stubalpengebiet bereits am 27. Juli auch zwei alte Wölfe und später auch Jungwölfe gesehen worden. Zudem waren Angriffe wildernder Hunde auf Huftiere in der betroffenen Region nicht ungewöhnlich.
Ein steirischer Veterinärmediziner skizzierte Tatzenabdrücke zweier Tiere, die als Trittsiegel einer Löwin und ihres Jungen gedeutet wurden. Nachdem in der 2. Septemberhälfte Hirten zwei große gelbbraune Tiere beobachtet hatten, wurden im feuchten Boden Trittsiegel gefunden, von denen man Gipsabgüsse herstellte. Die Abgüsse wurden vom Direktor des Tiergartens Schönbrunn untersucht, der im Tiergarten Vergleichsabdrücke von Großkatzen verschiedener Arten sowie von einer Hyäne und einem Wolf herstellte, indem er die Zootiere über Lehm laufen ließ. Er kam zu dem Schluss, die Spuren stammten höchstwahrscheinlich von einem Puma.

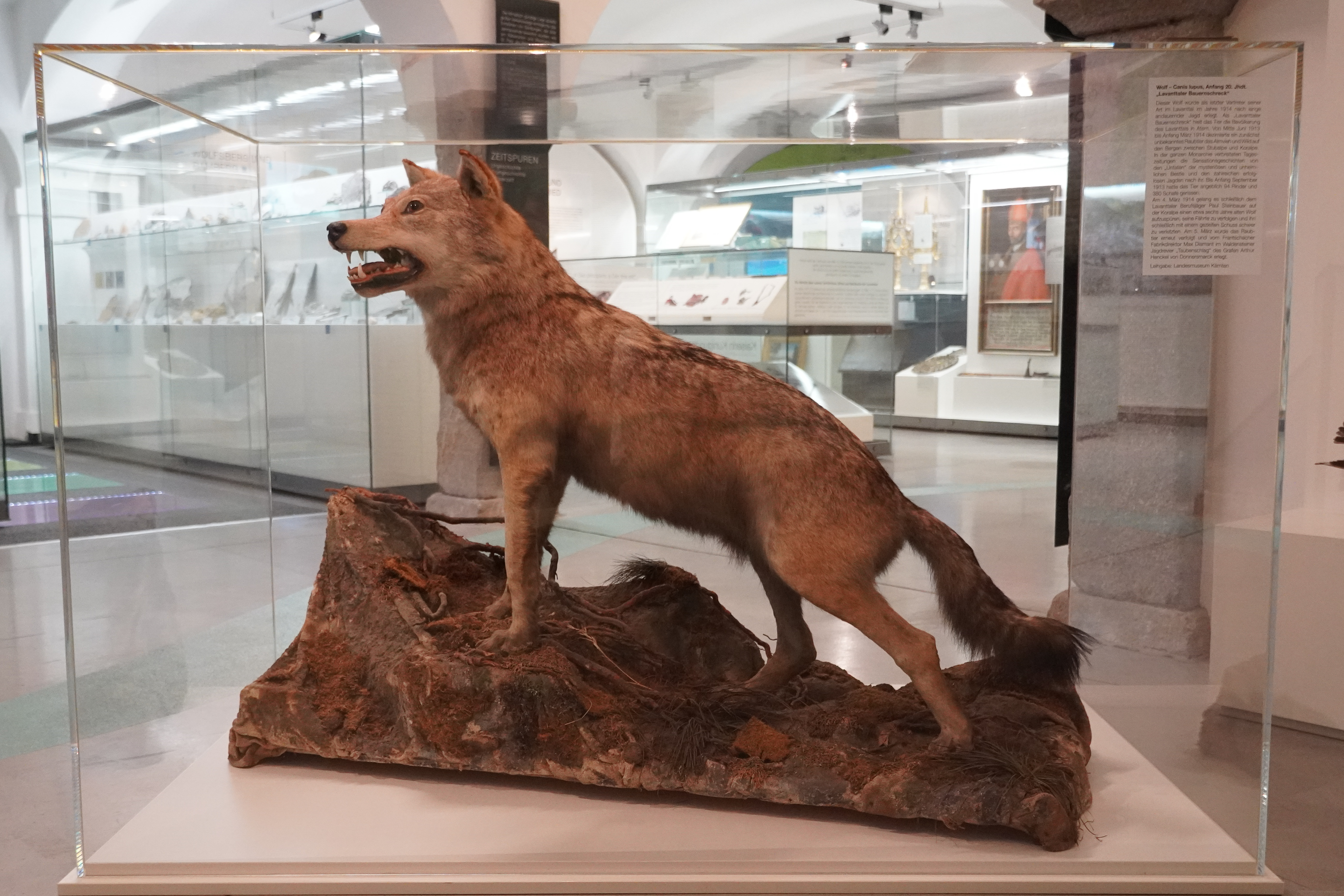
Der präparierte Wolf im Lavanthaus in Wolfsberg

Spätestens ab Dezember 1913 wurden nur noch gelegentlich, im Abstand mehrerer Wochen, einzelne gerissene Rehe und Hasen gefunden. Am 5. März 1914 wurde auf der Koralpe ein am Vortag angeschossener, 38 Kilogramm schwerer Wolfsrüde erlegt und ohne Belege dafür, dass er mit den Angriffen zu tun gehabt hatte, als „Bauernschreck“ präsentiert. Das Tier war vom Jäger des Reviers der Grafschaft Henckel-Donnersmarck Paul Steinbauer angeschossen worden, es wurde am Tag darauf durch den Frantschacher Fabriksdirektor Max Diamant getötet. Das Datum „4. März 1914“ auf dem Gedenkstein bezieht sich auf den ersten Schuss durch den Jäger, nicht auf die Erlegung. Der präparierte Wolf war 2018 im Museum im Lavanthaus in Wolfsberg (Kärnten) ausgestellt.